# (443) Photographica
(443) Photographica – planetoida z pasa głównego asteroid okrążająca Słońce w ciągu 3 lat i 110 dni w średniej odległości 2,22 j.a. Została odkryta 17 lutego 1899 roku w Landessternwarte Heidelberg-Königstuhl w Heidelbergu przez Maxa Wolfa i Arnolda Schwassmanna. Nazwa planetoidy pochodzi od fotografii, techniki zapisywania obrazu. Przed jej nadaniem planetoida nosiła oznaczenie tymczasowe (443) 1899 EF.